# Pamir (flod)
Pamir är  en flod som rinner upp i den centralasiatiska bergsplatån med samma namn (se Pamir). Den börjar som utflöde från sjön Zor Kol, rinner i Wakhankorridoren och utgör gräns mellan Afghanistan och Tadzjikistan fram till sitt utflöde i Amu-Darja.  Wakhankorridoren ligger i den afghanska provinsen Badakhshan, i den nordöstra delen av landet, 400 kilometer nordost om huvudstaden Kabul.
Trakten runt Pamirfloden är ofruktbar med lite eller ingen växtlighet. Trakten  är nära nog obefolkad, med mindre än två invånare per kvadratkilometer.
Inlandsklimat råder i trakten. Årsmedeltemperaturen i trakten är −2 °C. Den varmaste månaden är augusti, då medeltemperaturen är 14 °C, och den kallaste är januari, med −19 °C. Genomsnittlig årsnederbörd är 300 millimeter. Den regnigaste månaden är februari, med i genomsnitt 46 mm nederbörd, och den torraste är oktober, med 7 mm nederbörd.